# 21619 Johnshopkins
21619 Johnshopkins este un asteroid din centura principală de asteroizi.

## Descriere
21619 Johnshopkins este un asteroid din centura principală de asteroizi. A fost descoperit pe 9 mai 1999 la Stația Anderson Mesa în cadrul programului LONEOS. Asteroidul prezintă o orbită caracterizată de o semiaxă mare de 2,26 ua, o excentricitate de 0,07 și o înclinație de 5,5° în raport cu ecliptica.